# سیارک ۴۹۰۳۶
سیارک ۴۹۰۳۶ (به انگلیسی: 49036 Pelion، نامگذاری:1998QM107) چهل و نه هزار و سی و ششمین سیارک کشف شده‌است که در ۲۱ اوت ۱۹۹۸ کشف شد.